# Kylling Bro
62°20′17″N 8°03′34″Ø / 62.33809°N 8.05958°Ø
Kylling Bro (Kylling bru) er den største bro på Raumabanen, jernbanen mellem Dombås og Åndalsnes. Broen ligger ved gården Kylling ved bygden Verma i Romsdalen i Møre og Romsdal fylke i Norge. Broen krydser floden Rauma i Rauma kommune og er blandt de mest kendte norske jernbanebroer.
Broen er 76 meter lang og bygget i sten fra de nærliggende bjerge. Stenen som er brugt er en granittype der kaldes Gruogranitt. Højden over dalbunden og floden er 59 meter.  Hovedspændet er 42 meter, sidespændene ti og otte meter. Broen er bygget i en kurve, da den ligger i et sving på jernbanen. 

## Byggeperioden
Byggeperioden var ni år, fra 1913 til 1923.
Der blev bygget et stort stillads af tilhugget tømmer. Stilladset skulle tåle vægten af brospændet. Stenene kom fra  Kylling tunnel, der er en vendetunnel som ligger lige ved broen. Stenene skulle være af god kvalitet for at tåle trykket og belastningen af jernbanen. Hver sten måtte tilpasses brokonstruktionen der er en selvbærende bue.

## Sparet under krigen
Under anden verdenskrig blev broen mineret af tyskerne, men sprængladningerne blev ikke udløst.